# Курочкін Євген Миколайович
Євге́н Микола́йович Ку́рочкін (нар.12 липня 1940—пом.13 грудня 2011) — радянський і російський палеонтолог і орнітолог, фахівець з викопних птахів. Йому належить знахідка практично повного скелета орнімегалонікса, опис амбіортуса тощо.

## Біографія
1964 року закінчив біолого-ґрунтовий факультет МДУ. Пішов працювати у Палеонтологічний інститут ім. О. О. Борисяка РАН (ПІН).
У 1968 році захистив дисертацію кандидата біологічних наук «Локомоція та морфологія тазових кінцівок плаваючих і пірнаючих птахів».
З 1992 року очолював лабораторію завропсид у палеонтологічному інституті.
У 1994 році захистив дисертацію доктора біологічних наук «Основні етапи еволюції класу птахів».
Був членом вченої ради ПІН, заступником голови дисертаційної ради при ПІН, членом редакційної ради ПІН.
Також був президентом Мензбіровського орнітологічного товариства (з 1994 року), почесним членом Американського союзу орнітологів, членом Міжнародного орнітологічного комітету.

## Нагороди
- Перша премія Московського товариства дослідників природи (2004);
- Премія Російського фонду фундаментальних досліджень за найкращу науково-популярну публікацію за матеріалами проектів РФФД (2007, 2008);
- Медаль Петра I Міжнародної Академії наук про природу і суспільство (2000);
- Почесний знак Російської академії природничих наук «За заслуги в розвитку науки й економіки Росії» (2005);
- Медаль «За внесок у розвиток Палеонтологічного музею ім. Ю. О. Орлова» (2007);
- Медаль О. О. Борисяка «За розвиток палеонтології» (2008);
- Премія X. Раусинга (1996).